# Matthew Lombardi
Matthew Lombardi (Montréal, 18 marzo 1982) è un ex hockeista su ghiaccio canadese, di ruolo centro.

## Biografia
Lombardi si mise in luce a livello giovanile con la maglia dei Victoriaville Tigres, con cui vinse il titolo della Quebec Major Junior Hockey League nella stagione 2001-2002. 
Già nel 2000 era stato scelto al draft dagli Edmonton Oilers, ma non fu messo sotto contratto. Nel 2002 fu invece scelto dai Calgary Flames, che lo girarono al farm team dei Saint John Flames in AHL per la stagione 2002-2003. 
Nella stagione successiva fece il suo esordio in NHL coi Flames: giocherà nel massimo campionato nordamericano fino al termine della stagione 2012-2013, con l'eccezione della stagione 2004-2005, giocata in American Hockey League a seguito del lockout che non fece disputare quel campionato. Ha raccolto complessivamente 536 presenze in regular season e 40 nei play-off.
Ha chiuso la carriera giocando in Lega Nazionale A con la maglia del Genève-Servette Hockey Club, con cui ha vinto due Coppa Spengler (2013 e 2014).
Con la nazionale del Canada ha disputato due edizioni del campionato mondiale di hockey su ghiaccio, con un oro (2007) ed un argento (2009) vinti. Col Team Canada ha inoltre vinto anche un'edizione della Coppa Spengler (2015).

## Palmarès

### Club

#### Competizioni giovanili
- Quebec Major Junior Hockey League: 2

Victoriaville: 2001-2002

#### Competizioni internazionali
- Coppa Spengler: 2

Ginevra-Servette: 2013, 2014

### Nazionale
- Campionato mondiale di hockey su ghiaccio: 1

2007
- Coppa Spengler: 1

Canada: 2015

### Individuale
- Ed Chynoweth Award: 1

2001-2002
- PostFinance Top Scorer: 1

2013-2014